# Бориславський страйк 1904
Бориславський страйк 1904 — перший загальний робітничий страйк у Бориславі.

## Історія
Причиною його була жорстока експлуатація робітників нафтових промислів та озокеритових шахт (13—14-годинний робочий день, низька заробітна плата, тяжкі умови праці). Робітники обрали страйковий комітет і висунули свої вимоги: запровадження 8-годинного робочого дня, збільшення заробітної плати, поліпшення житлових умов та ін. Після відхилення вимог підприємцями і арешту деяких робітників 8 липня 1904 був оголошений страйк. Для боротьби з штрейкбрехерами страйкарі створили робітничу міліцію. Страйк супроводжувався багатотисячними демонстраціями і сутичками з поліцією. Для придушення страйку уряд Австро-угорської імперії послав до Борислава понад 5 тис. солдатів і жандармів. Репресії уряду викликали обурення робітників Львова, Відня, Кракова та ін. міст, які висловили свою солідарність з робітниками Борислава. На початку серпня 1904 страйк було придушено.